# Grube St. Andreas
Die Grube St. Andreas ist ein stillgelegtes Bergwerk im Ortsgebiet von Bitzen  (Ortsgemeinde bei Hamm) im Landkreis Altenkirchen.

## Geschichte
1812 wurden die Bergrechte verliehen, erstmals erwähnt wurde sie aber schon 1720, vermutlich wurde bereits im Mittelalter gefördert. Zeitlich zuerst wurden Kupfer- und Bleierze gefördert, später dann Eisenspat. Ab 1831 wurde der Christbescheertstollen angelegt. 
Weitere bekannte Stollen sind der Bornkauler Stollen auf 215,8 m (Lage) und ein weiterer, auf 222,4 m liegender Stollen (Lage).
1866 wurde damit begonnen einen Tiefbauschacht abzuteufen, welcher ab 1867 betrieben werden konnte. Schacht I hatte eine Teufe von 313 m. Schacht II wurde ab 1901 abgeteuft und erreichte später 490 m. Zwei Blindschächte führten weiter. Blindschacht I hatte eine Teufe von 79 m, Blindschacht II war 197 m tief. Bis 1913 war die 14. Tiefbausohle eingerichtet. Die Gesamtteufe der, als erschöpft geltenden, Grube lag 1931, als die 20. und die 21. Tiefbausohlen abgeteuft wurden, bei 726 m, sie soll zuletzt bis zu 1.000 m tief gewesen sein. Bis zu 400 Belegschaftsmitglieder arbeiteten in der Grube. Sie wurde am 31. Dezember 1931 stillgelegt.

### Gangmittel
Der Gang der Grube St. Andreas befand sich in den mittleren Siegener Schichten, an der Nordwestseite des Wissener Sattels und streichte in Nord-Süd-Richtung. Im südlichen Bereich, dort wo der Gang am mächtigsten war, war er hakenförmig gebogen. Die Gesamtlänge des abbauwürdigen Ganges betrug etwa 250 m.

#### Gangflächen und Volumen je Sohle
Die größte Ausdehnung der Gangfläche bestand mit 2.900 m² und 3080 m² auf der 10. und 11. Tiefbausohle (TS).
| Sohle              | Gangfläche in m² | Volumen in m³ |
| ------------------ | ---------------- | ------------- |
| Bornkauler Stollen | 95               |               |
| 1. TS 60 m         | 480              | 17.250        |
| 2. TS 85 m         | 565              | 13.062        |
| 3. TS 120 m        | 1.330            | 33.163        |
| 4. TS 150 m        | 825              | 32.325        |
| 5. TS 180 m        | 705              | 22.950        |
| 6. TS 200 m        | 1.195            | 19.000        |
| 7. TS 230 m        | 1.125            | 34.800        |
| 8. TS 255 m        | 1.980            | 38.812        |
| 9. TS 295 m        | 1.825            | 76.000        |
| 10. TS 320 m       | 2.900            | 46.562        |
| 11. TS 350 m       | 3.080            | 89.700        |
| 12. TS 385 m       | 2.525            | 98.088        |
| 13. TS 420 m       | 2.315            | 84.700        |
| 14. TS 455 m       | 2.445            | 83.300        |
| 15. TS 480 m       | 2.235            | 58.500        |
| 16. TS 530 m       | 2.080            | 107.975       |
| 17. TS 570 m       | 1.480            | 71.200        |
| 18. TS 610 m       | 685              | 43.300        |
| 19. TS 650 m       | 665              | 27.000        |
| 20. TS 690 m       | 305              | 19.400        |
| 21. TS 730 m       |                  | 6.100         |

### Nachfolgenutzung
2010 wurden zur Abschätzung von geothermischen Nutzungsmöglichkeiten die Ausfluss der Grubenwässer der tiefen Stollen untersucht.